# Mercedes-Benz C111
Con la sigla C111 ci si riferisce una serie di autovetture prodotte dalla Mercedes-Benz tra gli anni sessanta e gli anni settanta per testare motori di nuova concezione come i Wankel, i Diesel e i turbocompressori. Su quest'auto furono sperimentate anche le porte ad ala di gabbiano, gli interni lussuosi con rifinitura in pelle e l'aria condizionata.

## Il contesto
La prima versione della C111 è stata completata nel 1969, con lo sviluppo del design sotto la direzione di Bruno Sacco e Josef Gallitzendörfer. Montava una scocca in fibra di vetro e un propulsore centrale Wankel con tre rotori ad iniezione diretta (il nome in codice del motore era M950F). Nel 1970 venne introdotto un motore con 4 rotori, con cilindrata aumentata a 2400 cm³ che garantiva 350 CV a 7000 giri/min e una velocità di 290 km/h.

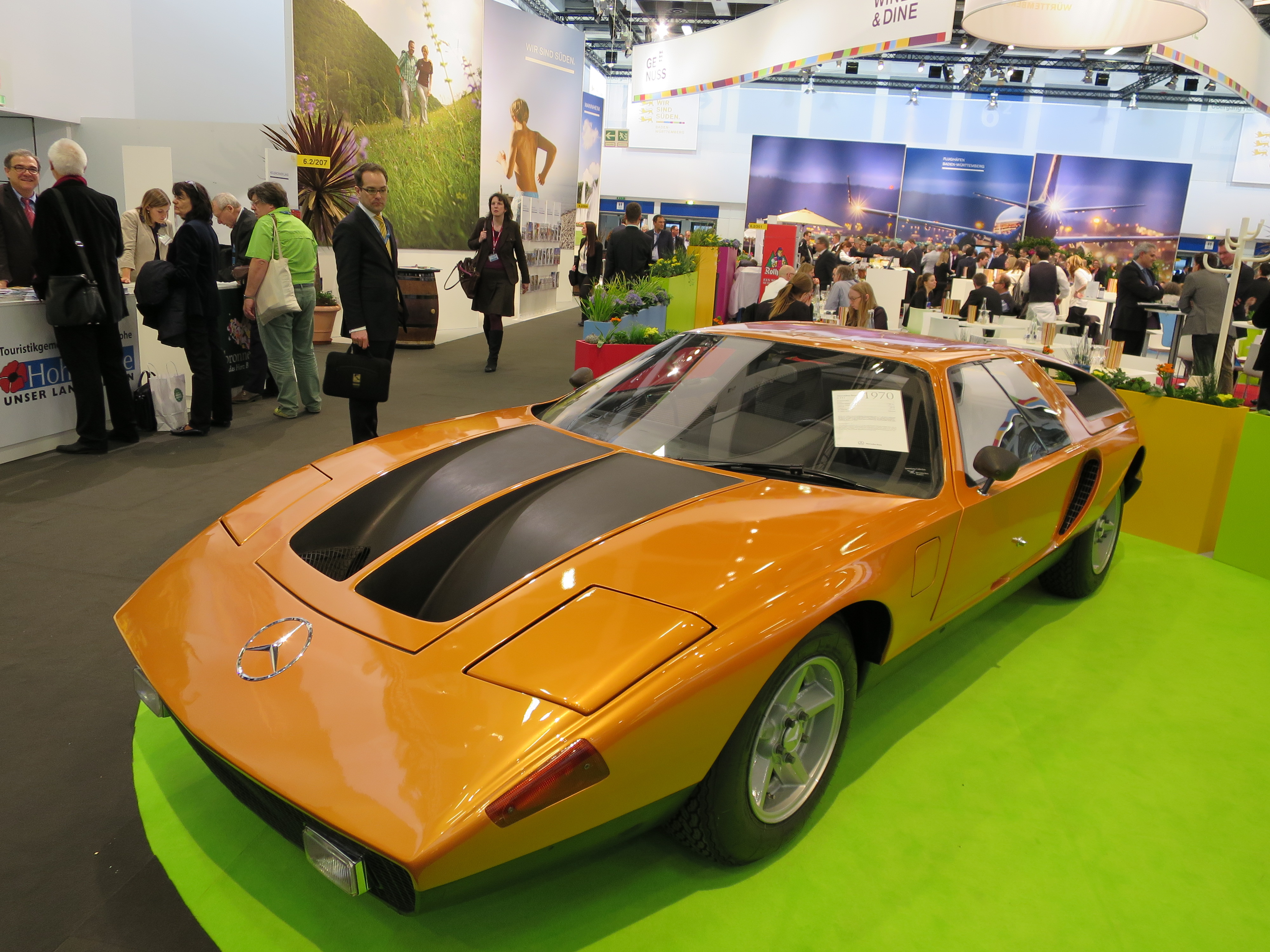
La seconda versione della C111

Si realizzò così la seconda versione, svelata al Salone di Ginevra. La carrozzeria fu rivista per migliorare il coefficiente aerodinamico (scese da 0,35 a 0,325), dal punto di vista meccanico fu confermato il motore Wankel, ma a quattro rotori e non a tre, sufficiente a far raggiungere la velocità di 300 km/h. Un altro aggiornamento riguarda le sospensioni; infatti furono adottate le quattro ruote indipendenti.
Nella terza edizione proposta, l'auto montava un motore Diesel da 230 CV con cambio manuale a 5 marce. Con questa configurazione batté 9 record di velocità delle auto alimentate a gasolio.
La configurazione aerodinamica e il propulsore le permisero infatti di stabilire la velocità record di 322 km/h sul circuito di Nardò nel 1978, con una velocità media di 316 km/h durante il test di 12 ore. Successivamente venne montato un motore V8 a benzina da 500 CV che fece stabilire la velocità record di 403,78 km/h.

## Meccanica
I motori proposti furono due rotativi Wankel a 3 e 4 rotori e un V8 da 200 CV a pistoni con moto alternativo da 3,5 litricon due valvole per cilindro, posizionato posteriormente. La trazione posteriore e un cambio ZF a 5 marce. Per quanto riguarda il corpo vettura, è una coupé a 2 posti, il telaio a pianale è di acciaio rinforzato, la carrozzeria in vetroresina, le sospensioni a ruote indipendenti su tutte e 4 le ruote, a trapezi oscillanti anteriormente e posteriormente a bracci trasversali e puntoni longitudinali. Barra antirollio, ammortizzatori idraulici e freni a disco autoventilanti. I serbatoi sono due e raggiunge un peso di 1240 kg.
Come consulente d'eccezione il team si avvalse di Rudolf Uhlenhaut, direttore tecnico della casa, che al Nürburgring, riuscì a strappare un tempo inferiore di 3 secondi rispetto a quello ottenuto da Juan Manuel Fangio.